# غار بلور
غار بلور (به اسپانیایی: Cueva de los Cristales) غاری است مرتبط با معدن نایکا واقع در نایکا در ایالت چیواوا در مکزیک. غار بلور ۳۰۰ متر (۹۸۰ فوت) زیر زمین قرار دارد و در دهلیز اصلی آن بلورهای عظیمی از جنس سلنیت دیده می‌شود که بزرگ‌ترین بلورهای طبیعی یافته‌شده در جهان است. بزرگ‌ترین بلوری که تاکنون در این غار پیدا شده‌است ۱۱ متر درازا، چهار متر قطر و ۵۵ تن وزن دارد و به‌طور کلی، غار بلور نایکا حاوی بلورهای سلنیت به طول ۱۰۹-متر (۳۵۸-فوت) است که حجم ۵٬۰۰۰ تا ۶٬۰۰۰ متر مکعب (۱۸۰٬۰۰۰ تا ۲۱۰٬۰۰۰ فوت مکعب) را نیز پوشش می‌دهند. هوای درون غار بسیار گرم است و دمای آن به ۵۸ درجه سانتیگراد و رطوبت آن نیز به ۹۰ تا ۹۹ درصد می‌رسد. بدون تجهیزات لازم، افرادی که وارد این غار می‌شوند بیش از ۱۰ دقیقه در آن دوام نمی‌آورند و به این خاطر اکتشاف این غار به کندی انجام می‌شود. گروهی از دانشمندان در غالب برنامه‌ای به نام پروژه نایکا سرگرم اکتشاف در دهلیزهای غار بلور هستند.

## کشف
معدنکاران در سال ۱۹۱۰ میلادی در زیر معدن نایکا غاری یافتند که غار شمشیر نامیده می‌شود. این غار در ژرفای ۱۲۰ متری و در بالای غار بلور قرار گرفته‌است. در غار شمشیر بلورهایی تماشایی اما کوچک‌تر (با حدود یک متر طول) دیده می‌شود. غاز بلور در سال ۱۹۹۹ هنگامی که معدنکاران در حال کندن تونلی برای شرکت صنعتی پنیولس بودند کشف شد. این معدنکاران با مته دالانی را در گسل نایکا حفر می‌کردند و نگران آن بودند که با این کار آب وارد معدن بشود. معدن نایکا مقادیر زیادی نقره، روی و سرب دارد.

## تصاویر

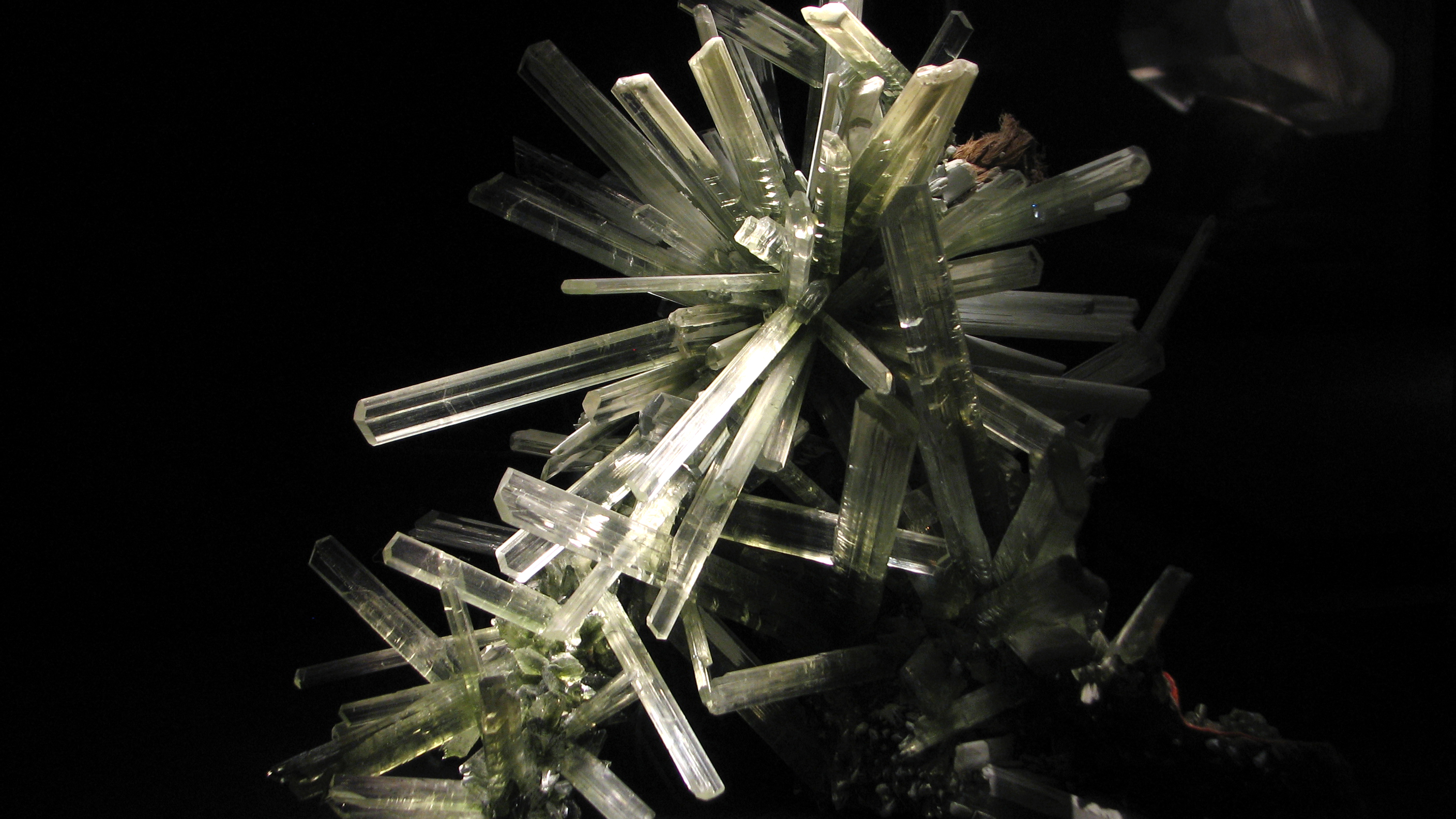
بلورهای سلنیت از معدن نایکا. مقیاس ناشناخته است.
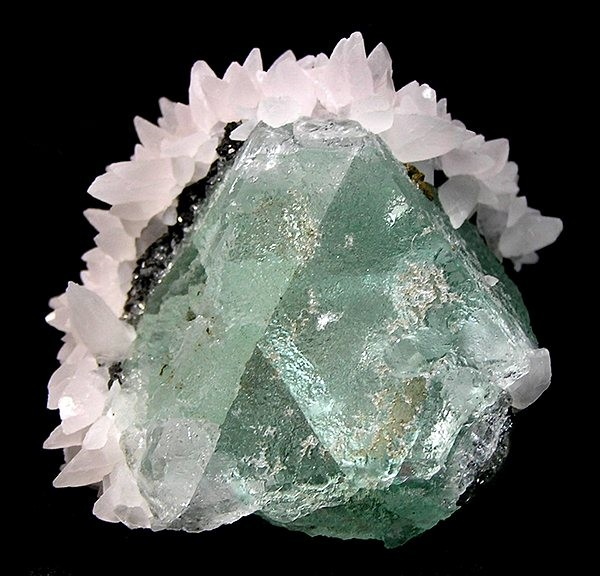
فلوریت سبز ساخته شده توسط کلسیت سفید، معدن نایکا، که در دهه ۱۹۸۰ استخراج شد. اندازه: ۵٫۵ سانتی‌متر .۱ ۵٫۱ سانتی‌متر × ۴٫۴ سانتی‌متر (۲ / ۴ در ۲ × در ۱ / ۳ / ۴ در).
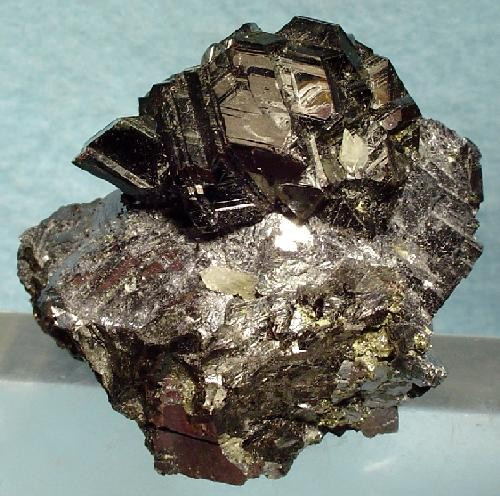
نمونه سنگ معدن اسپالریت و گالن از معدن نایکا. اندازه: ۴٫۷ سانتی‌متر ۶ ۳٫۶ سانتی‌متر × ۲٫۶ سانتی‌متر (۱ / ۴ در ۱ / ۱ / ۲ × در ۱)).